# Hilong Hilong
Der Hilong Hilong ist ein 1920 m, nach anderen Angaben 2102 m, hoher Berg auf der Insel Mindanao in den Philippinen.
Der Hilong Hilong liegt an der Grenze der Provinzen Agusan del Norte, Agusan del Sur und Surigao del Sur und ist der höchste Berg im Diwata-Gebirge und der Region Caraga im Nordosten Mindanaos. Der Berg ist ein beliebtes Ziel für Bergsteiger. An seinen Berghängen entspringt der Buyaan, der die Pristine-Wasserfälle speist. Der Hilong Hilong ist bis in die Gipfelregion bewaldet und an seiner Nordflanke erstreckt sich das Naturschutzgebiet des Cabadbaran Santiago Watershed Forest Reserve. Er ist damit Teil des Ost-Mindanao-Biosphären-Korridors, der sich vom Schutzgebiet Siargao Islands Protected Landscape and Seascape bis zum Hamiguitan erstreckt.